# قهرمان، گوی‌چای
قهرمان، گوی‌چای (به ترکی آذربایجانی: Qaraman) یک منطقهٔ مسکونی در جمهوری آذربایجان است که در شهرستان گوی‌چای واقع شده است. قهرمان ۷۸۸ نفر جمعیت دارد.